# Maria ad Graduskerk (Mainz)
De Maria ad Graduskerk (Duits: Maria zu den Stufen) was een aan de Moeder Gods gewijde kerk in de Duitse stad Mainz en stond pal ten oosten van de Mainzer Dom. In de volksmond werd de kerk "Onze-Lieve-Vrouw" (Duits: Liebfrauen) genoemd, aangevuld met de woorden zu den Greden of zu den Staffeln (vert.: aan de trappen), omdat een hoge trap van het oostelijke portaal van de kerk naar een dieper gelegen gebied aan de aan de Rijnoever gelegen Vispoort voerde.

## Geschiedenis en beschrijving
De oorsprong van de kerk voerde terug naar de stichting van een Mariastift in de 9e eeuw. Op 17 april 1285 brandde deze Mariakerk af, maar werd in gotische stijl herbouwd. De kerk betrof een gedrongen, driebeukige hallenkerk, met de steunberen binnen de muren, waaruit kan worden geconcludeerd dat er voor de bouw van de kerk een beperkte ruimte beschikbaar was. Het plan was om naast de naar voren springende apsis twee torens te bouwen maar slechts de noordelijke toren werd daadwerkelijk gerealiseerd. De kerk werd met kruisribgewelven overspannen. De kapitelen van de pilaren hadden florale motieven.

## De vernietiging
Tijdens het beschietingen van het Pruisische leger in 1793 werd de kerk licht beschadigd. Herstel en behoud lag zeker binnen de mogelijkheden, maar de Franse bezetter vond dat niet nodig. De bisschop van Mainz kon niet alle kerken van de stad redden en de Fransen hadden bovendien plannen een laan voor parades aan te leggen. Voor de aanleg van deze Grande Rue Napoléon (tegenwoordig Ludwigsstraße) stond de Maria ad Graduskerk in de weg. Daarom moest de gotische kerk in de jaren 1803-1807 het veld ruimen. De stenen van de kerk werden gebruikt voor de fortificatie van Mainz-Kastel en ter verbetering van de Finther Landstraße.

## Herinneringen aan de kerk
De beelden van het kerkportaal behoren tegenwoordig tot de oudste voorwerpen van het Landesmuseum Mainz. Een belangwekkend gotisch genadebeeld vond een nieuwe plek in de Augustijnerkerk van Mainz.
Op de plek waar ooit de kerk stond zijn zandstenen contouren aangelegd. Enkele delen van het koor steken boven de grond uit.

## Afbeeldingen

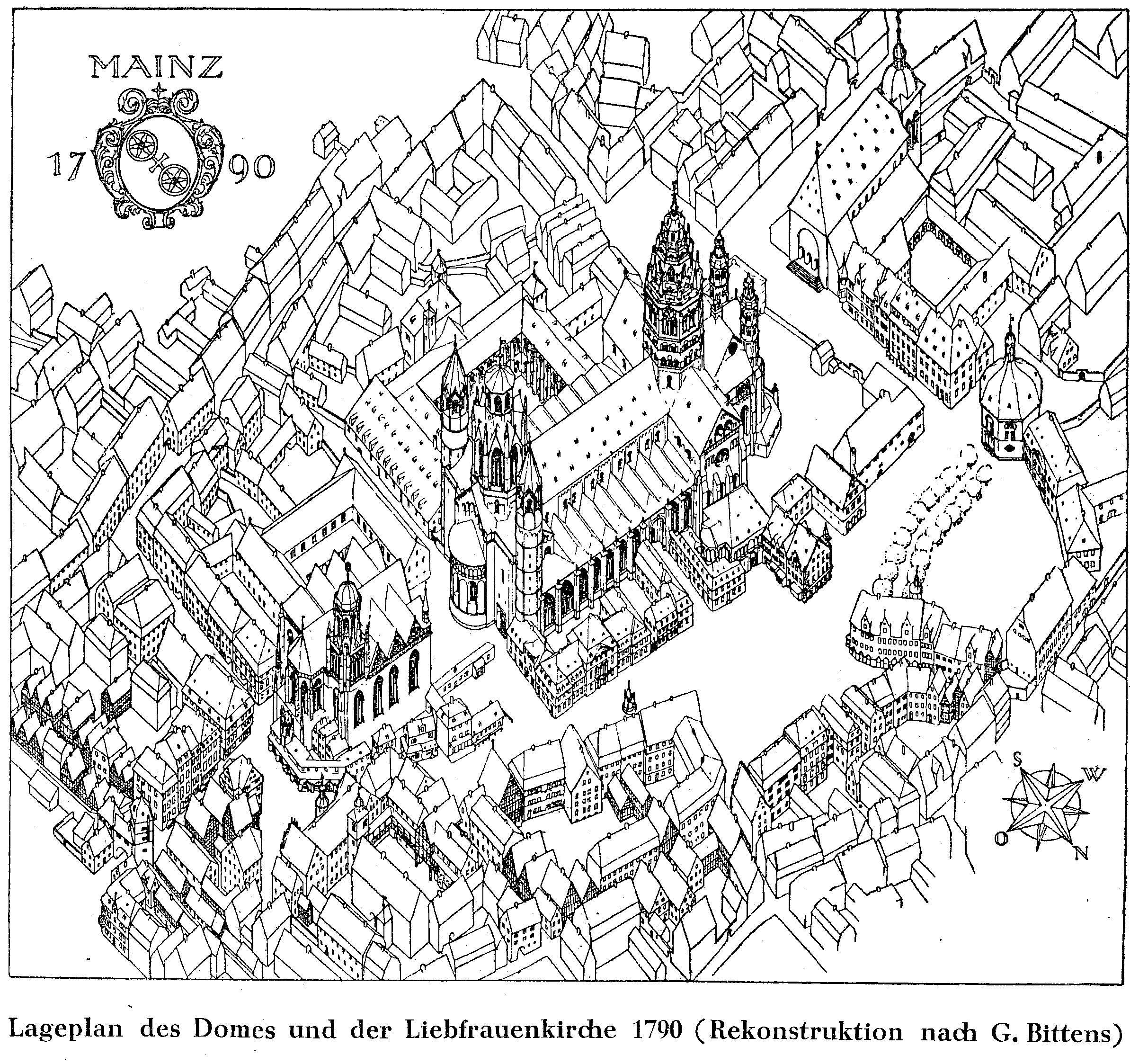
De omgeving van het stift (reconstructie)
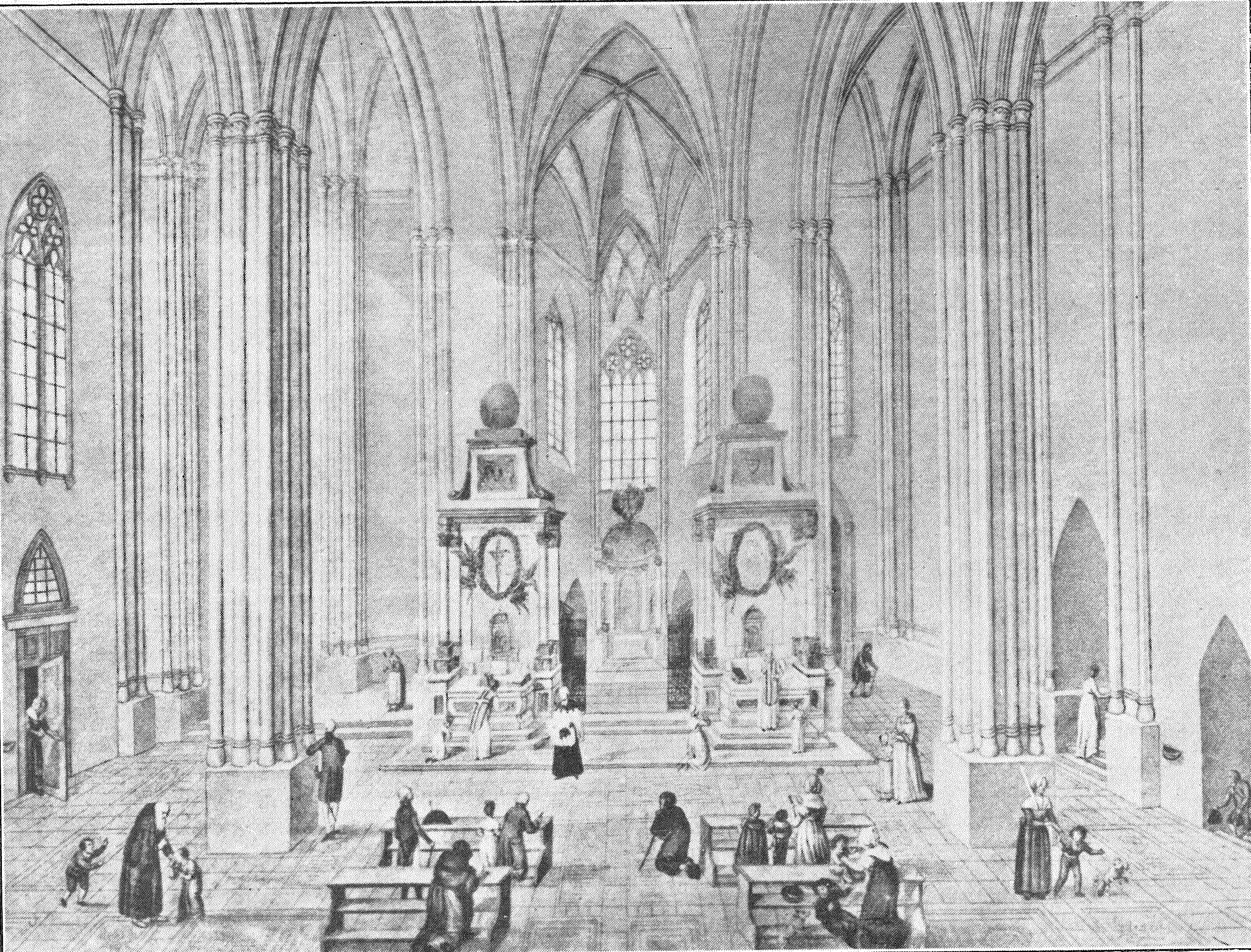
Interieur
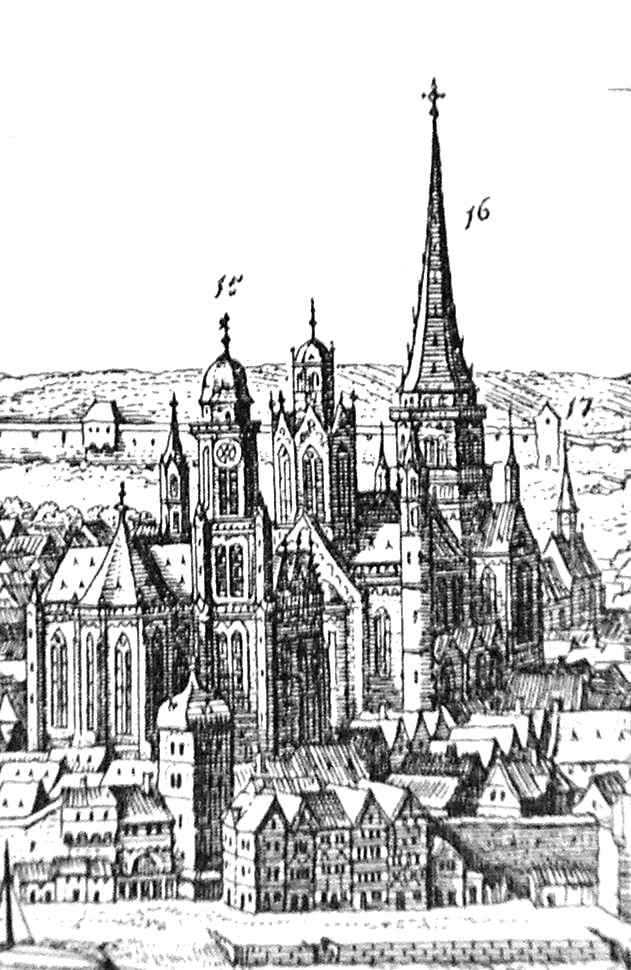
Gravure 1633
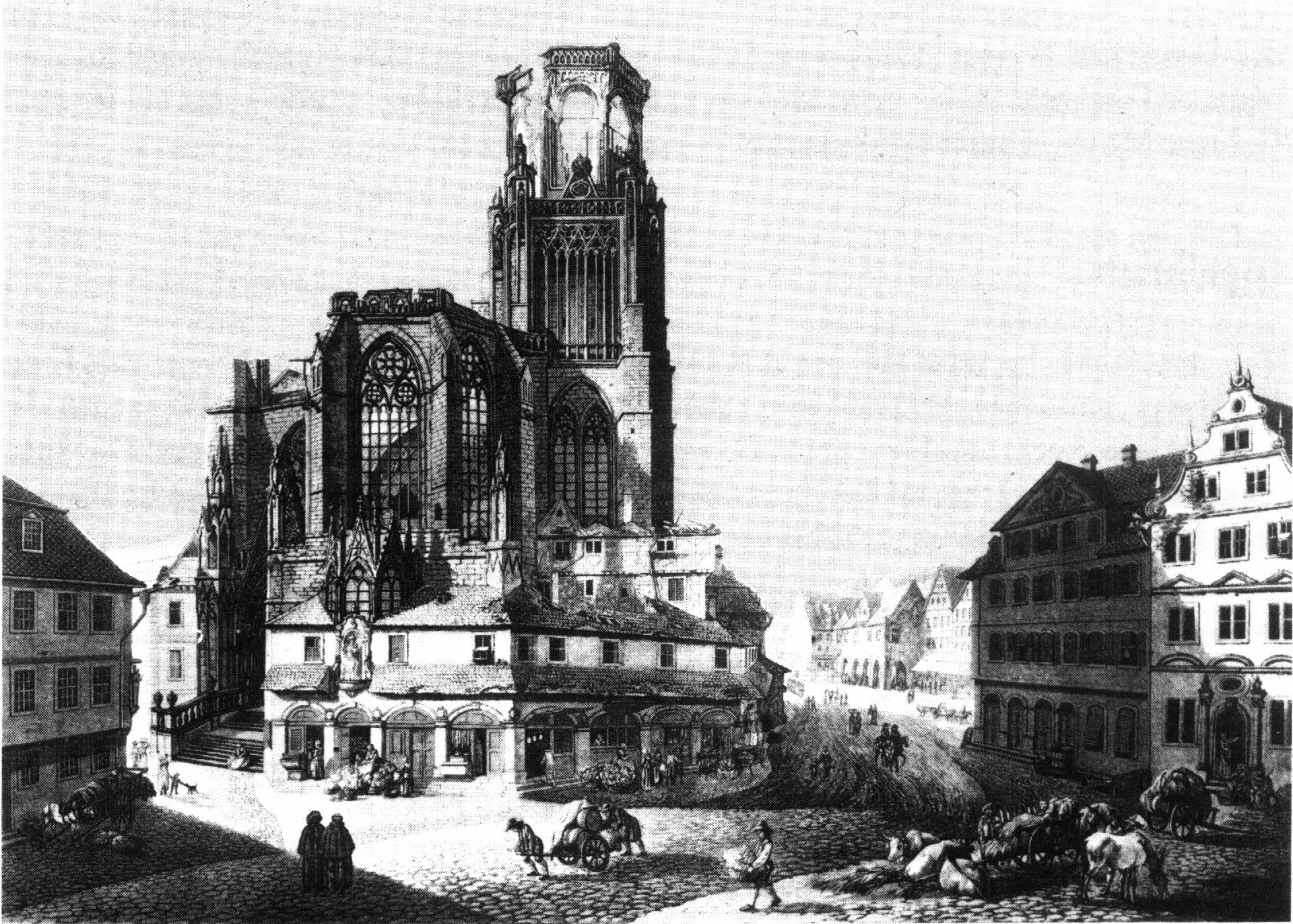
De beschadigde kerk kort voor de afbraak (circa 1800)